# Tetrix yunnanensis
Tetrix yunnanensis är en insektsart som beskrevs av Zheng, Z. 1992. Tetrix yunnanensis ingår i släktet Tetrix och familjen torngräshoppor. Inga underarter finns listade i Catalogue of Life.